# Aphaenogaster bidentatus
Aphaenogaster bidentatus là một loài của kiến thuộc họ Formicidae. Đây là loài đặc hữu của Hoa Kỳ.